# Tim Healy
Timothy "Tim" Malcolm Healy, född 29 januari 1952 i Benwell, Newcastle upon Tyne, är en brittisk skådespelare som bland annat är känd som Dennis Patterson i TV-serien Auf Wiedersehen, Pet och som Leslie i komediserien Benidorm.

## Filmografi (urval)
- 1977 – Hem till gården (TV-serie)
- 1983 – 2004 – Auf Wiedersehen, Pet (TV-serie)
- 2000 – Purely Belter
- 2006 – Coronation Street (TV-serie)
- 2009 – 2017 – Benidorm (TV-serie)

## Familj
Healy gifte sig 1988 med den brittiska skådespelerskan Denise Welch och skilde sig 2012. Paret fick två söner varav en är Matthew Healy som är frontman för det brittiska rockbandet The 1975. Healy gifte sig på nytt 2015 med sin partner Joan Anderton.